# 1989 (Taylor's Version)
1989 (Taylor's Version) este al patrulea album reînregistrat de cântăreața și compozitoarea americană Taylor Swift. Este o reînregistrare a celui de-al cincilea album de studio al lui Swift, 1989 (2014), și a fost lansat pe 27 octombrie 2023 de Republic Records. Albumul face parte din răspunsul continuu al lui Swift la o dispută din 2019 cu privire la stăpânii catalogului ei din spate. A fost anunțat la ultimul spectacol din Los Angeles al turneului Eras din 9 august 2023.